# Winckel (geslacht)
Winckel (ook: von Winckel) is een Nederlands, oorspronkelijk uit Duitsland afkomstig geslacht dat vooral militairen en predikanten voortbracht.

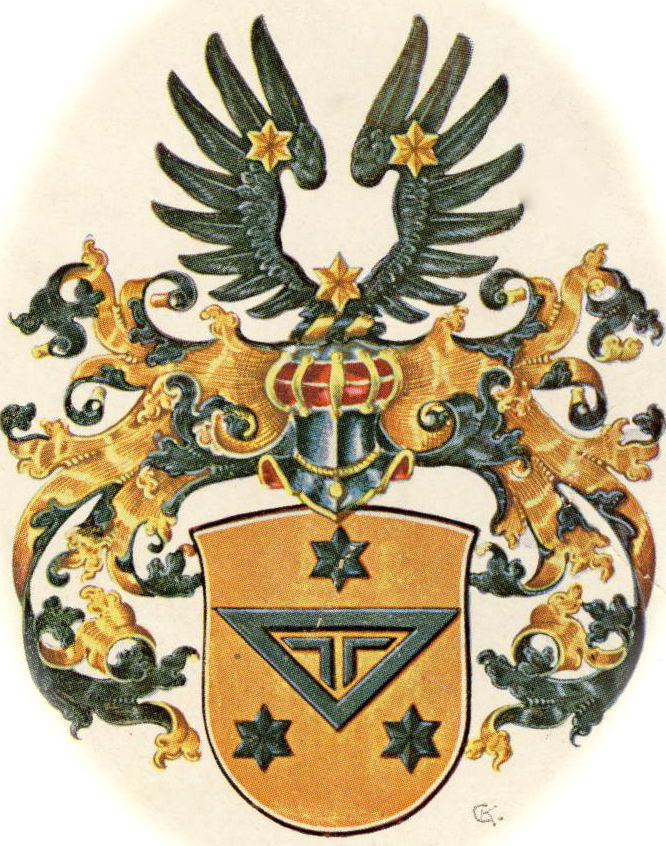
Familiewapen Winckel

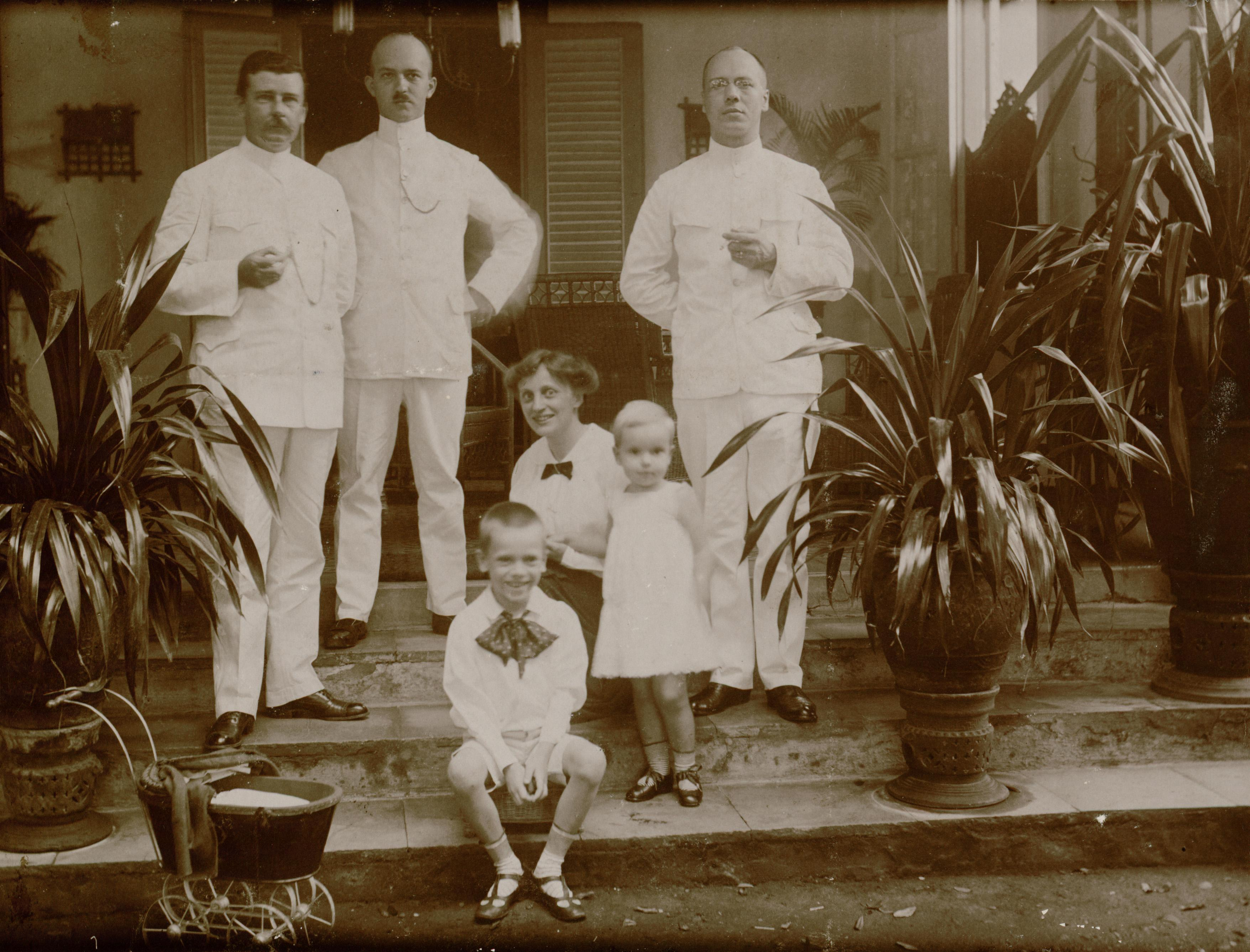
Charles Willem Frederik Winckel, Louis Johan Winckel, Charles Cornelis Stael van Holstein van Vloten, Nathalie Celine Stael van Holstein van Vloten-Winckel met de kinderen Fritz Winckel en Louise Käthe Winckel, vermoedelijk te Padang

## Geschiedenis
De stamreeks begint met Heinrich en Kathrin Winckel die de ouders waren van ds. Johannes Heinrich Winckel (1671-1735), predikant te Burbach. Een achterkleinzoon van hem werd veldprediker in het regiment van de erfprins van Oranje en vestigde zich in Nederland; hij werd de stamvader van de Nederlandse tak.
mr. Christiaan Philip Karel von Winckel (1842-1888), werd particulier secretaris van de hertog van Saksen-Coburg-Gotha en werd verheven in de Saksische adel op 21 juli 1883.
Het geslacht werd in 1911 opgenomen in het genealogische naslagwerk Nederland's Patriciaat; heropname volgde in 1957 en in 1998.

## Enkele telgen
ds. Johannes Heinrich Winckel (1671-1735), predikant te Burbach
- ds. Johann Ludwig Winckel (1698-1762), hofprediker te Siegen
- ds. Johann Albert Winckel (1717-1769), hofprediker te Oranienstein (bij Diez a/d Lahn), later predikant te Hahnstätten (Nassau).
  - Johann Ludwig Winckel (1746-1822), kapitein in Statendienst, drossaard van Nieuwkuyk en stadhouder van het Zuid- en Westkwartier van Bergen-op-Zoom
  - ds. Christian Philipp Winckel (1759-1850), veldprediker regiment van de Erfprins van Oranje, daarna Nederlands-Hervormd predikant te Halsteren, ten slotte predikant te Antwerpen
    - Christiaan Philip Winckel (1799-1861), kolonel, commandant van het vierde regiment infanterie, ridder in de Militaire Willems-Orde
      - mr. Christiaan Philip Karel von Winckel (1842-1888), plaatsvervangend residentierechter te Semarang, daarna rechter internationale rechtbank te Alexandrië, particulier secretaris van de hertog van Saksen-Coburg-Gotha, verheven in de Saksische adel 21 juli 1883
      - Emile Winckel (1844-1882), referendaris Departement van Financien, trouwde in 1870 te Palembang met Johanna Anthonia Maria Ludovica de Roy van Zuidewijn (1840-1888)
      - Alphonse Eugene Winckel (1845-1910) (R.N.L, O.O.N.), kolonel-intendant titulair
      - Edmond Gustave Winckel (1846-1916) (O.O.N.), generaal-majoor intendant
      - Leon Ferdinand Alfred Winckel (1849-1898), majoor inf. O.-I. L., later majoor-commandant Dienstdoende Schutterij te Nijmegen, ridder in de Militaire Willems-Orde
      - ds. Willem Frederik Auguste Winckel (1852-1945) (R.O.N), gereformeerd predikant laatstelijk te Sloterdijk
        - dr. Charles Willem Frederik Winckel (1882-1959) (R.N.L, O.O.N.), arts, schrijver van het lemma Winckel in het Nederland's Patriciaat van 1957
          - mr. Christiaan Philip Karel Winckel (1919-2009) (B.K.), Engelandvaarder en jurist

        - ds. Auguste Winckel (1885-1936), docent Theologische School van de Vrije Evangelische Gemeenten te Apeldoorn
          - ds. Jan Jacobus Winckel (1918-2010), Nederlands-Hervormd predikant
          - prof. dr. Ludovicus Joan Winckel (1924), oud-president Huntington University te Sudbury (Ontario)

        - Willem Frederik Berend Anton Winckel (1883-1932)
          - Willem Frederik Auguste Winckel (1912-2013) (B.L, VL.Kr.), luitenant-vlieger

        - mr. Louis Johan Winckel (1889-1966), gemeentesecretaris van Medan

      - mr. Willem Alexander Paul Frederik Lodewijk Winckel (1855-1935) (R.N.L.), president Hooggerechtshof van Nederlands-Indië

## Afbeeldingen

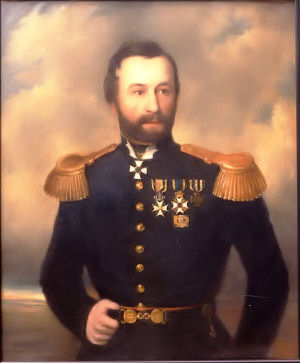
Christiaan Philip Winckel (1799-1861), kolonel
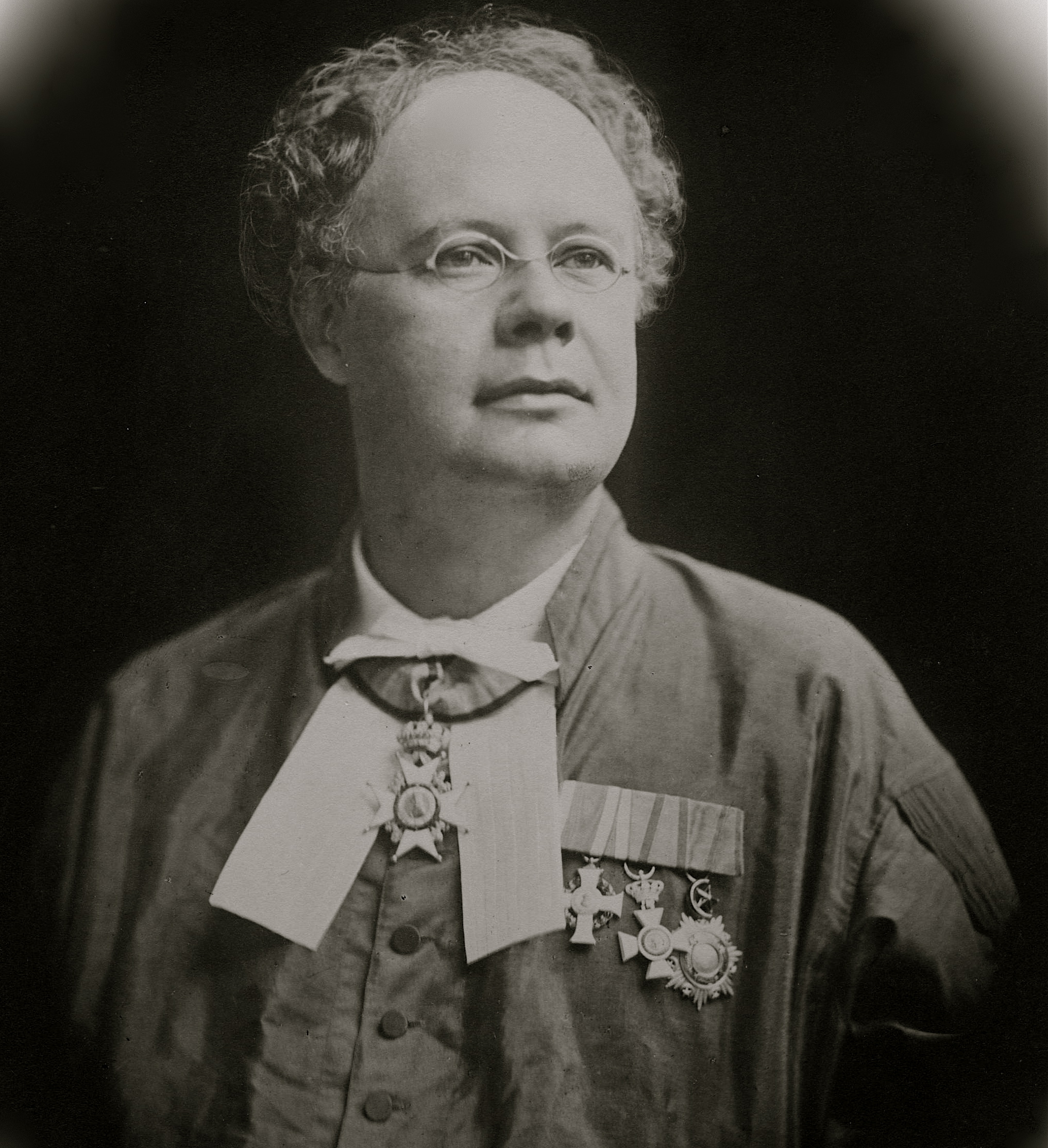
Christiaan Philip Karel von Winckel (1842-1884), advocaat en procureur
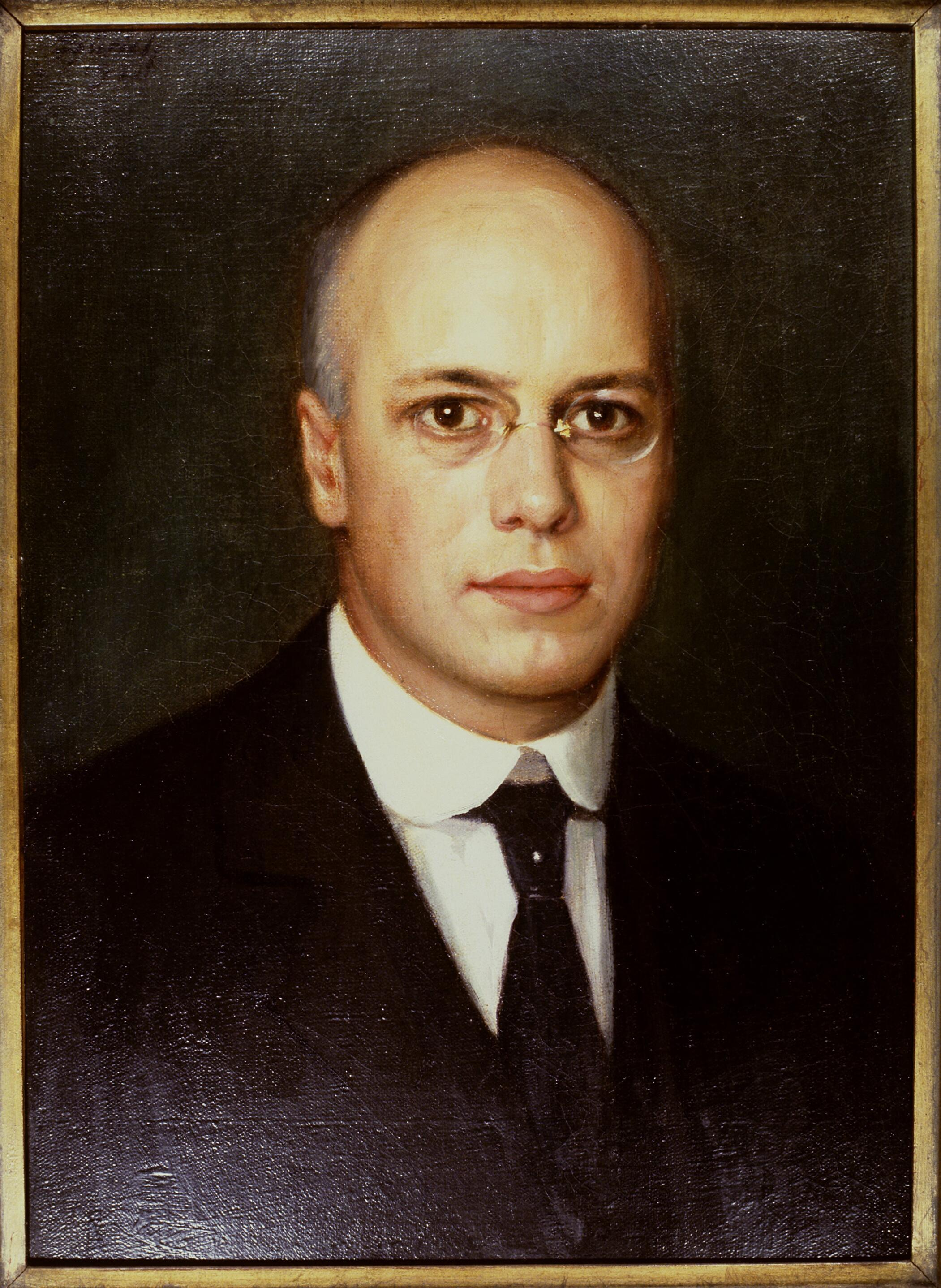
Charles Winckel (1882-1959), arts
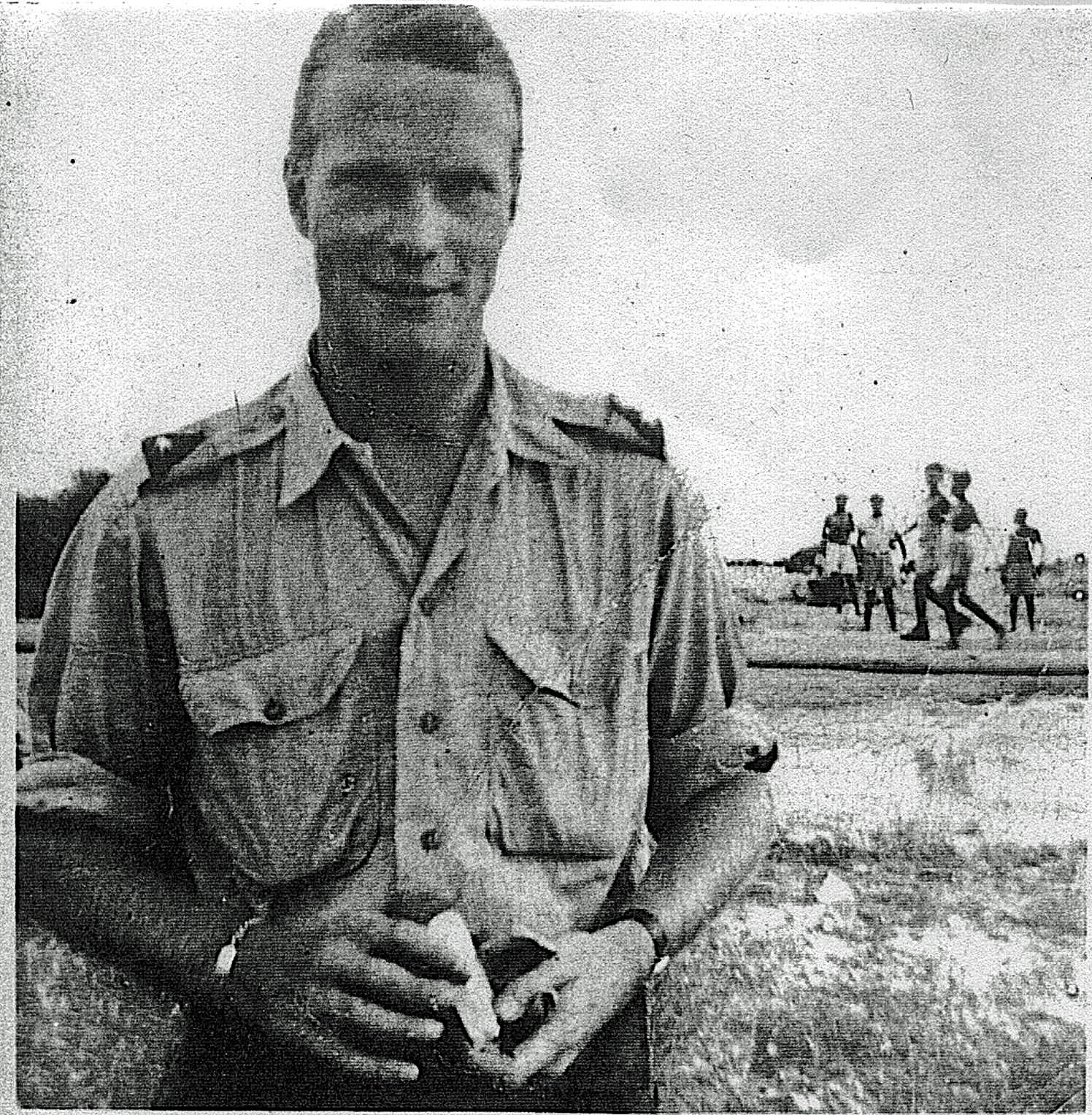
Flip Winckel (1919-2009), Engelandvaarder en jurist
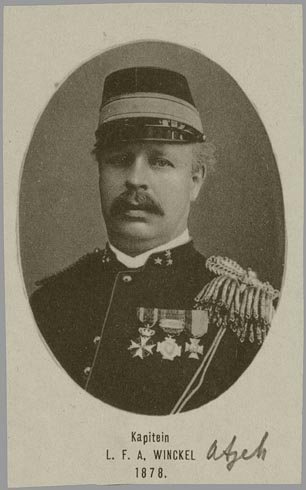
Leon Ferdinand Alfred Winckel (1894-1898)
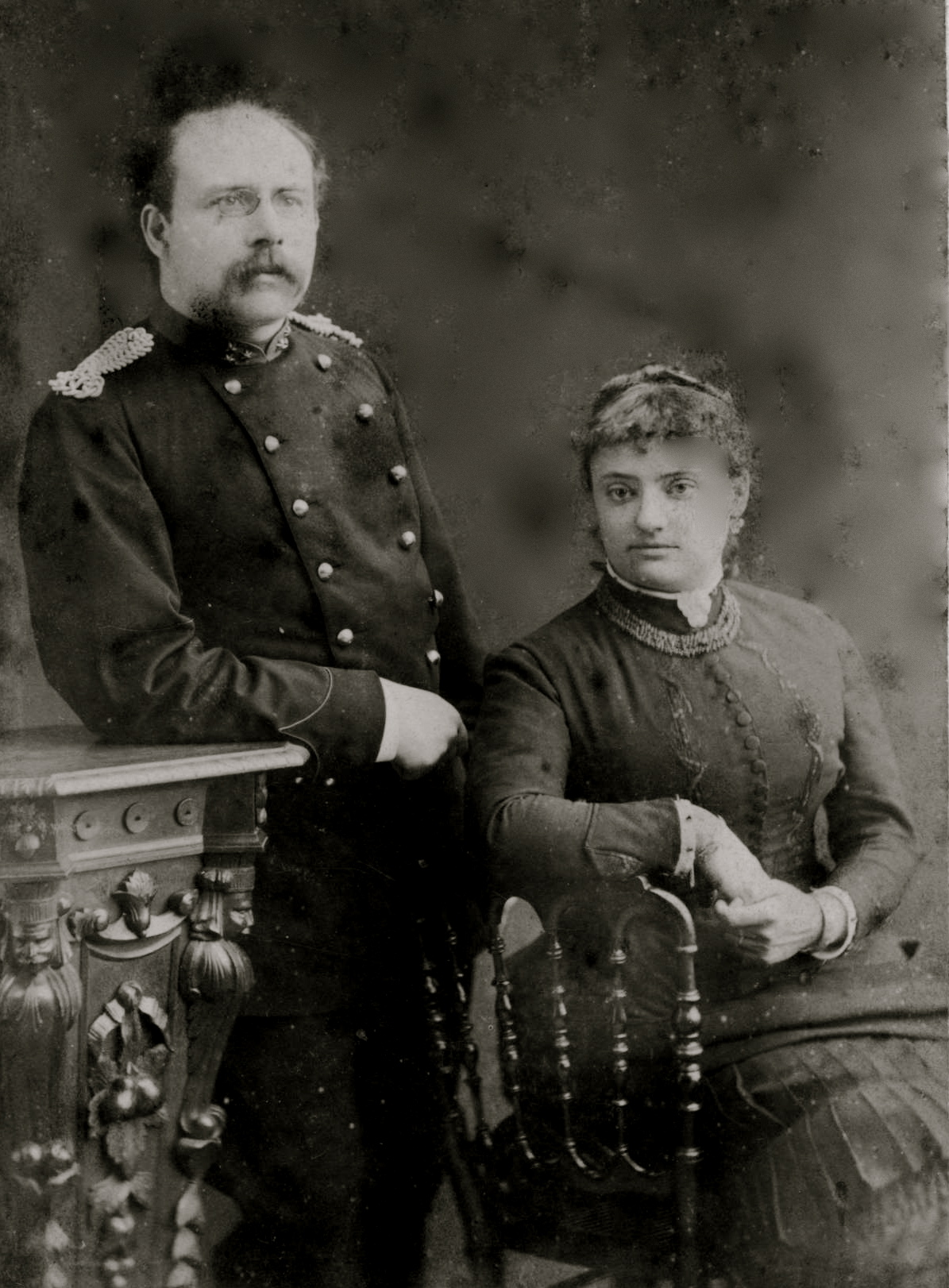
Edmond Gustave Winckel (1846-1916), generaal-majoor-intendant

Geslachten die opgenomen zijn in het sinds 1910 verschijnende genealogische naslagwerk Nederland's Patriciaat. Lijst volgens opgave van het CBG Centrum voor familiegeschiedenis.
A · B · C · D · E · F · G · H · I · J · K · L · M · N · O · P · Q · R · S · T · U · V · W · Y · Z